# Mohd Azlan Iskandar
Pour les articles homonymes, voir Iskandar.
Mohd Azlan Iskandar, né le 1er juin 1982 à Sarawak, est un joueur de squash professionnel représentant la Malaisie. Il atteint en mars 2011, la 10e place mondiale, son meilleur classement. Il est champion d'Asie en 2008 et 2010 et vainqueur de l'Open de Malaisie en 2007 et 2010.
il se retire du circuit professionnel en septembre 2012.

## Biographie
Son père est Écossais. Il est marié depuis décembre 2012 avec Ung Yiu Lin et ils sont parents de trois enfants.

## Palmarès

### Titres
- Bluenose Classic : 2011
- Open de Malaisie : 2 titres (2007, 2010)
- Open de Kuala Lumpur : 2 titres (2003, 2006)
- Championnats d'Asie : 2 titres (2008, 2010)
- Championnats de Malaisie: 2 titres (2010, 2011)
- Championnats d'Asie par équipes : 2 titres (2006, 2008)

### Finales
- Motor City Open : 2010
- Open de Malaisie : 2008
- Open de Kuala Lumpur : 2008
- Championnats d'Asie : 2006